# Ходжаабадский район
Ходжааба́дский райо́н (тума́н; узб. Xoʻjaobod tumani / Хўжаобод тумани) — район на юго-востоке Андижанской области Узбекистана. Административный центр — город Ходжаабад.

## История
Образован 29 сентября 1926 года. В 1973 году был отделён Джалакудукский район, в 1992 году — Булакбашинский район.

## Административно-территориальное деление
Район состоит из одного города (шахари) 4-х сельских сходов граждан (кишлак-фукаролар-йигини), включающих 33 села:
- город Ходжаабад — центр.

4 сельских схода граждан:
- Алтын-Вадий,
- Бирлашган,
- Манак,
- Ходжаабад.

## Природа
Рельеф представлен горами Чилустун и Киршанган, Алайский хребет, а также адырами и равнинами. Климат высоких субтропических нагорий. Средняя температура июля — +26.7˚С, февраля — −3.5˚С. Среднегодовое количество осадков — 300—350 мм.
На территории района расположены Шахрихансай, Акбурасай, Южный Ферганский канал и 5 насосных станций. Берега рек и саёв укреплены гранитом. Почвы (преимущественно в адырах) — светлые и типичные серозёмы. Минеральные ресурсы: нефть, природный газ, известняк, щебень и гранит.